# ¡Rapto tremendo!
¡Rapto tremendo! es una historieta de 2004 del dibujante de cómics español Francisco Ibáñez perteneciente a su serie Mortadelo y Filemón

## Trayectoria editorial
Firmada en 2003 y publicada en 2004 en formato álbum Magos del Humor n.º 99 y más tarde en el  168 de la Colección Olé, fue también publicada en formato electrónico a un precio de 3,99 euros.

## Sinopsis
El mismísimo Francisco Ibáñez ha sido secuestrado. La T.I.A. se pone rápidamente a la cabeza de la investigación, con la ayuda del único testigo del secuestro: Rompetechos.
Inicialmente, cuentan con la ayuda de un perro, Charón, que resulta totalmente inútil para seguir la pista del secuestrado Ibáñez. Posteriormente, siguen las pistas que les ofrece Rompetechos, todas ellas erróneas. Hartos de sus errores, Mortadelo y Filemón envían al testigo al espacio, tras lo cual sólo les queda investigar en las oficinas de Ediciones B, donde trabajaba Ibáñez. Finalmente, se encuentran con una fábrica cuyo rótulo aparecía en la camiseta de uno de los secuestradores; los agentes recuperan la esperanza de encontrar al secuestrado autor.

## Curiosidades y gags
Mortadelo y Filemón envejecen de forma muy visible después de viajar en coche con Rompetechos como conductor. Algo parecido ocurrió en Concurso oposición, con un aspirante con claros problemas de vista. De hecho, se repite el gag en el que se meten con el coche en el metro, sólo que en ¡Rapto tremendo! se puede ver lo que ocurre en el interior. En esta ocasión, tras esquivar un convoy, entran en una estación de la línea 7 y llegan a otra de la línea 5, que se llama "C/ Nabo".
Mortadelo y Filemón se ven obligados por el personal a entregar una gran cantidad de documentos antes de acceder a la dirección de Ediciones B, algo similar a lo que les ocurrió en El pinchazo telefónico.
A lo largo de su trayectoria, Ibáñez siempre reproduce los autobuses urbanos de una forma similar. Un dibujo poco detallado de vehículos que son siempre parecidos, llenos de gente y conducidos por profesionales que llevan gorra de plato. Aunque la firma indica que el cómic es de 2003, Ibáñez continúa así en esta historieta, en que aparece un autobús totalmente obsoleto para el siglo XXI. Se puede ver algo parecido en Mundial 82, La gente de Vicente o Animalada.